# Cullivoe

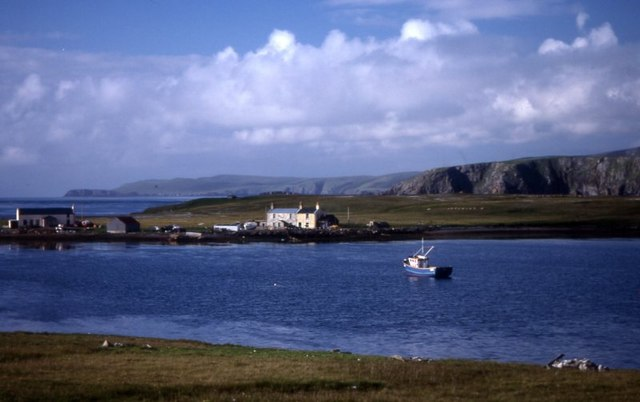
Blick auf den Ort

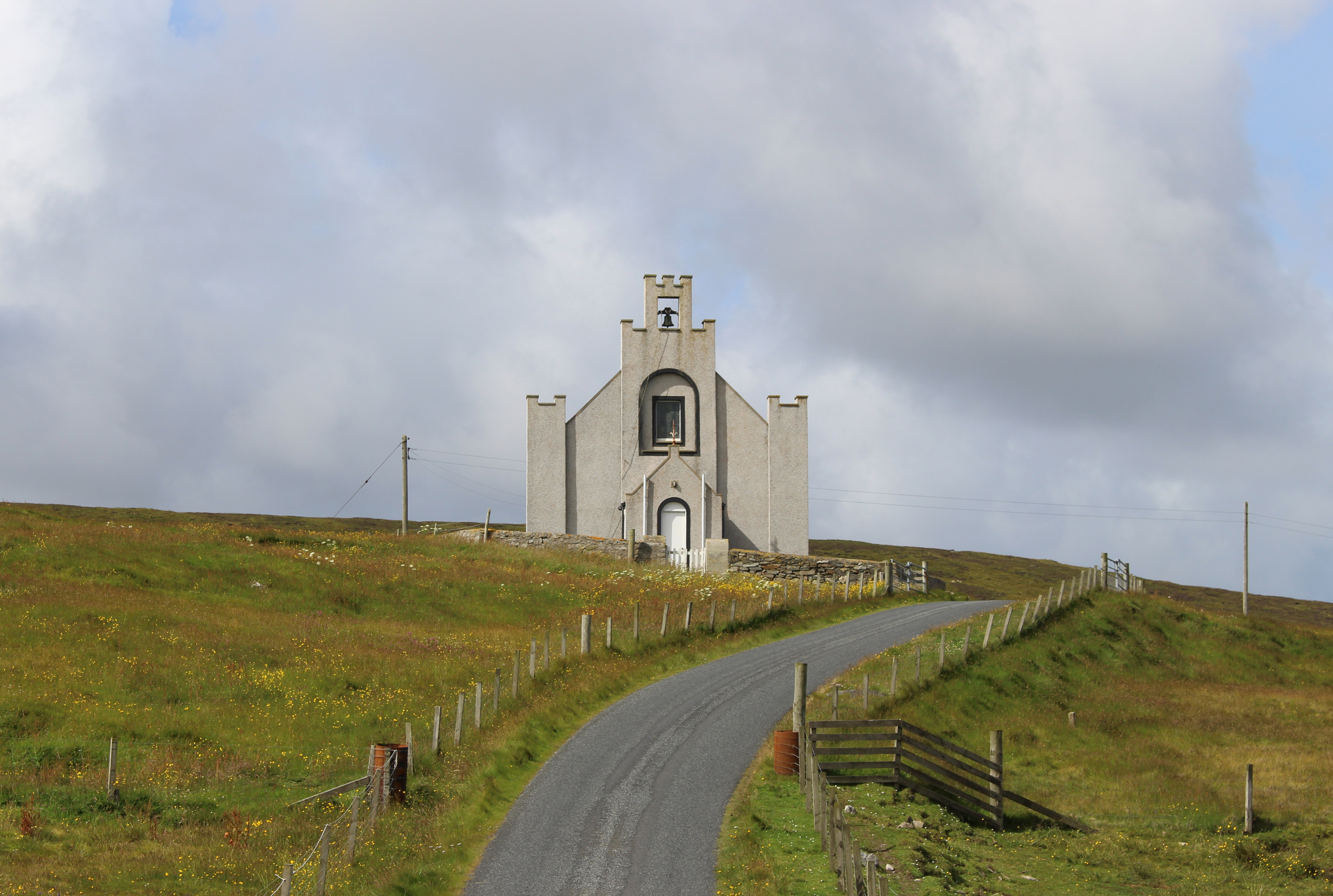
Die Kirche von Cullivoe

Cullivoe ist eine Ortschaft, die im Norden der zu Schottland zählenden Shetlands liegt.

## Geographie
Cullivoe ist eine locker strukturierte Siedlung mit einem Pier und einer Marina, die am nordwestlichen Ende der Meeresbucht Culli Voe, einem Ausläufer des Bluemull Sounds im Norden der Insel Yell liegt. Ortschaften in der Nähe sind Breckon und Midbrake im Nordwesten sowie Gutcher im Süden.

## Historisches
Im Rahmen der historischen Gliederung Schottlands in Civil Parishes zählt Cullivoe zu Yell. Die Kirche St Olaf’s Kirk ist 1977 als Listed Building der Kategorie C unter Denkmalschutz gestellt worden.

## Verkehr
In Cullivoe kommt von Südwesten die Fernstraße A971 an. Fahrzeuge werden mit einer Fähre über den Bluemull Sound nach Belmont auf Unst übergesetzt.